# 獅子座υ
獅子座υ，又名BD-00 2458，HD 100920、SAO 138298、HR 4471，是獅子座的一颗恒星，视星等为4.3，位于銀經267.26，銀緯56.8，其B1900.0坐标为赤經11h 31m 49.7s，赤緯-0° 56.8′ 18″。